# ソウシェリフ
ソウ シェリフ（英: Cherif Sow,1992年12月15日-）は、セネガル共和国出身の男子バスケットボール選手である。ポジションはフォワード。

## 経歴
1992年、セネガル共和国で生まれる。2009年に来日、近畿大学を経て2015年、NBDLの豊田通商ファイティングイーグルスに所属。2016年、Bリーグ発足後はファイティングイーグルス名古屋に所属。背番号は15。
2019年2月、日本へ帰化し「ソウシェリフ」となる。
2021年6月25日、越谷アルファーズと新規選手契約を締結。背番号は15。レギュラーシーズン45回に出場（うちスターティング3回）。総プレイタイム594.56分（平均タイム13.13分）。EFF367はアイザック＝バッツの1230、クレイグ＝ブラッキンズの692、鎌田真の430に次いで4番手だった。
2022年7月23日、熊本ヴォルターズと新規選手契約を締結。序盤は出番に恵まれなかったが、外国籍選手の負傷欠場が相次ぐ中でチーム攻守の要としてしだいに存在感を増し、プレーオフ進出に貢献した。
2023年6月6日、横浜エクセレンスへの移籍を発表。